# 石垣尚男
石垣 尚男（いしがき ひさお、1947年 - ）とは日本の学者、教育者。医学博士。愛知工業大学経営学部教授。東京教育大学体育学部卒。専門はスポーツと視野。見る力を実践で鍛える DS眼力トレーニングは石垣尚男の監修で開発された。EYERESH for ニンテンドー3DS 眼のストレッチ&トレーニングの監修も行った。テンカラ釣りを趣味としており、テンカラ釣りに関する書籍も著している。